# Colibrì (singolo)
Colibrì è un singolo del cantautore italiano Cesare Cremonini, pubblicato il 1º dicembre 2021 come primo estratto dal settimo album in studio La ragazza del futuro.

## Descrizione
Il brano è la terza traccia del disco e si caratterizza dalle passate pubblicazioni di Cremonini per le sonorità spiccatamente IDM (ispirate ai lavori di artisti come Bonobo, Jon Hopkins e Moderat) e world music.

## Video musicale
Il video, diretto da Valentino Bedini, è stato reso disponibile il 9 dicembre 2021 attraverso il canale YouTube del cantante. La clip è un viaggio onirico in cui sono presenti lo stesso Cremonini e Alessia Cardelli nei panni della ragazza del futuro.

## Tracce
Testi e musiche di Cesare Cremonini e Davide Petrella.
1. Colibrì – 4:35

## Classifiche
| Classifica (2021) | Posizione massima |
| ----------------- | ----------------- |
| Italia            | 94                |